# EN209
A EN 209- Estrada Nacional n.º 209 é uma estrada nacional que integra a rede nacional de estradas de Portugal.
Faz a ligação entre a cidade do Porto e a vila de Lustosa, atravessando os concelhos do Porto, Gondomar, Valongo, Paredes, Paços de Ferreira e Lousada. 
Inicia-se nas proximidades da Rotunda do Freixo, onde entronca com a EN 108, e termina no entroncamento com a EN 106 na Serra de Campelos.
De acordo com o Plano Rodoviário Nacional original, datado de 1945, era considerada uma Estrada Nacional de 2.ª Classe, sendo por isso sinalizada com a cor azul.
O troço que atravessa o concelho de Paços de Ferreira, entre Arreigada e Raimonda, encontra-se municipalizado.

Existem 2 Ramais:
EN209-1: Gondomar - Aguiar de Sousa (EN319-2)
EN209-2: S. Pedro da Raimonda - Ponte Nova (EN105)

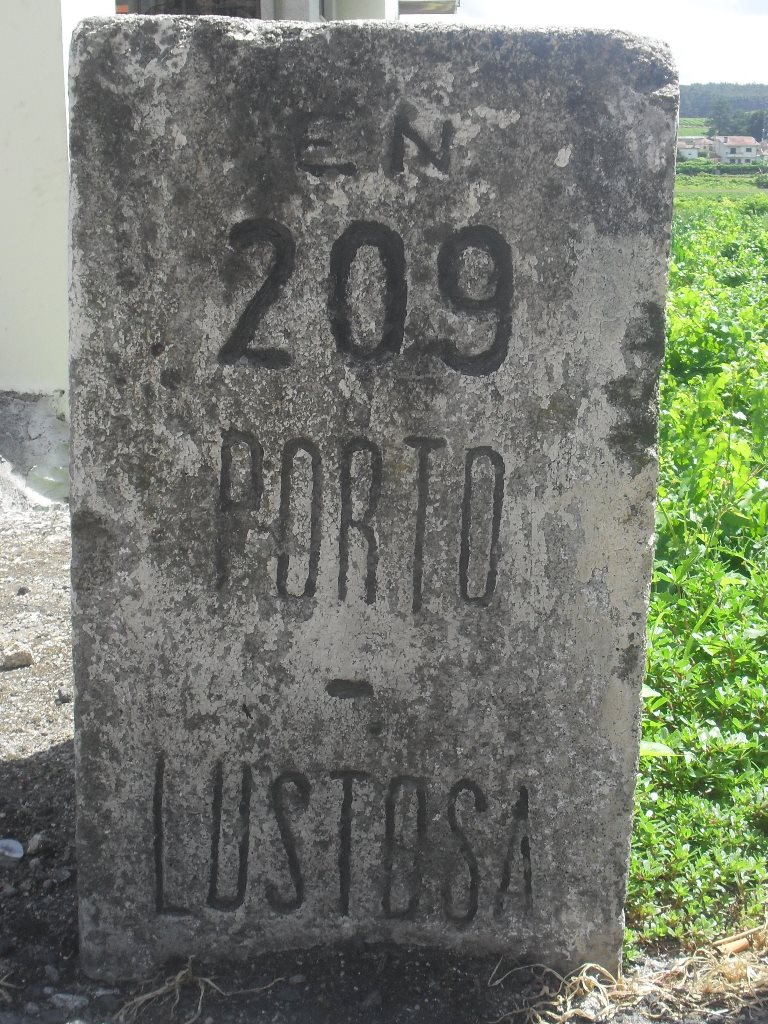
Marco miriamétrico do Km20 em Sobrado

## Percurso

### PORTO-LUSTOSA
| Localidade Intermédia       | Estrada que liga            |
| --------------------------- | --------------------------- |
| Rotunda do Freixo (Porto)   | VCI\| VCI / A 20 N 108 N 12 |
| Valbom (Gondomar)           |                             |
| Gondomar                    | N 209-1 IC29 / A 43         |
| São Pedro da Cova           |                             |
| Valongo                     | N 15 N 208 A 4              |
| Segue incorporada pela N 15 |                             |
| Campo                       | N 15 A 4                    |
| Sobrado                     | A 41                        |
| Lordelo                     |                             |
| Anjo da Guarda (Arreigada)  |                             |
| Frazão                      | A 42                        |
| Sobrão (Meixomil)           | N 207                       |
| Portas (Meixomil)           | N 319                       |
| Carvalhosa                  |                             |
| Figueiró                    | N 209-2                     |
| Raimonda                    |                             |
| Lustosa                     | N 106                       |